# Nuttmecke (Attendorn)
Nuttmecke ist ein Ortsteil der Stadt Attendorn im Kreis Olpe (Nordrhein-Westfalen) und hat 17 Einwohner (Stand 30. Juni 2024).

## Geografie
Nuttmecke liegt nordwestlich des Kernortes Attendorn an der Plettenberger Straße (L 697) direkt an der nördlich verlaufenden Grenze zum Märkischen Kreis. Im Ort mündet der Berndebach in die Nuttmecke. Nachbarortsteile sind Neuenhof und Lichtringhausen.

## Geschichte
Im Jahre 1760 wurde der Nuttmecker Hammer erbaut, wahrscheinlich von Jost Henrich Stahlschmidt aus Himmelmert. Danach war Peter Stahlschmidt mit dem 4. Teil am Hammerwerk beteiligt. Noch 1836 wird der Eisenhammer auf der Uraufnahme-Karte mit „Stahlschmidt E.H.“ bezeichnet.
Später gab es in Nuttmecker Hammer nur eine Mühle mit kleiner Landwirtschaft. 1883 und 1908 wird der „Mühlenbesitzer Ernst Brösecke“ sowie 1885 noch „Joh. Friedr. Bröseke, Bäcker und Müller“ genannt. Die Adressbücher von 1929 und 1938 führen in Nuttmecke nur „Ernst Brösecke, Landwirt und Müller“. Heute stehen an Stelle der Mühle Wohngebäude. Auch etwas weiter im kleinen Seitental (Straße „Im Tal“) nordwestlich vom Heßberg (512 m) wurden ab der zweiten Hälfte des 20. Jahrhunderts einige Wohnhäuser errichtet.
Das Adressbuch von 1956 führt in Nuttmecke die Namen „Bender, Brösecke (2) und Kynast“. Im Jahre 1988 hatte der Ort 40 Einwohner.
Ab 1819 gehörte Nuttmecke im Amt Attendorn zur Gemeinde Attendorn-Land, bis die Gemeinde 1969 in die Stadt Attendorn eingegliedert wurde.

## Religion, Vereine
Nuttmecke gehört zur Kirchengemeinde Lichtringhausen, Sport und Vereinsleben findet in den größeren Nachbarorten statt.